# Pandarus rouxii
Pandarus rouxii is een eenoogkreeftjessoort uit de familie van de Pandaridae. De wetenschappelijke naam van de soort is voor het eerst geldig gepubliceerd in 1826 door Risso.